# КР580ВМ80А

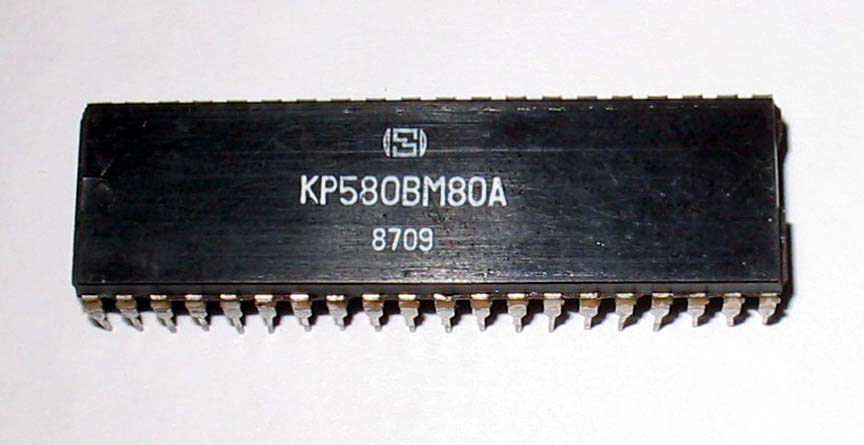
КР580ВМ80А виробництва заводу «Родон»

КР580ВМ80А — однокристальний, 8-розрядний мікропроцесор, майже повний аналог мікропроцесора Intel i8080 (1974 рік). 
Спочатку випускався НВО «Кристал» (м. Київ), згодом на заводах «Дніпро» (м. Херсон), «Квантор» (Збараж, Тернопільська обл.), «Родон» (м. Івано-Франківськ), «Квазар» (м. Київ), «Електроприбор» (м. Фрязіно, Росія).
Адресація 64 Кб, частота 2 МГц (теоретично дозволяв працювати на вищій частоті), містив 4758 транзисторів за технологією 6 мкм n-МОН.
Свого часу даний процесор набув широку популярність для побудови різних контролерів, терміналів і персональних комп'ютерів, наприклад Радіо 86РК, Вектор-06Ц і т.д.
Так само як і попередник 580ИК80, процесор вимагав трьох джерел живлення: -5, +5 і +12 вольт, але чудово[джерело?] працював від одного +5В при подачі +5В замість +12В і землі замість -5В. Для вироблення тактових сигналів за специфікацією рекомендувалося застосовувати зовнішню мікросхему КР580ГФ24.
КР580ВМ80А відрізнявся[джерело?] від зарубіжного аналога i8080 наявністю двох додаткових[яких?] недокументованих команд (проте задіяних в деяких комп'ютерах на базі цього чипа, зокрема в ПК Вектор-06Ц).